# ولز تومسون
ولز تومسون (بالإنجليزية: Wells Thompson)‏ (25 نوفمبر 1983 في الولايات المتحدة - ) هو لاعب كرة قدم أمريكي في مركز الوسط. لعب مع شيكاغو فاير وكولورادو رابيدز ونيو إنجلاند ريفولوشن ونادي شمال كارولاينا وCharlotte Eagles ‏ وSalem City FC ‏.

## وصلات خارجية
- ولز تومسون على موقع الدوري الأمريكي (الإنجليزية)
- ولز تومسون على موقع قاعدة بيانات كرة القدم.إي يو (الإنجليزية)
- ولز تومسون على موقع عالم كرة القدم.نت (الإنجليزية)